# Zhongguo gujin diming da cidian
Das Zhongguo gujin diming da cidian (中國古今地名大辭典; Großes Lexikon der historischen und modernen Ortsnamen in China) ist ein Lexikon für chinesische Ortsnamen, das zuerst in Shanghai bei der Commercial Press erschien und zahlreiche Auflagen erlebte. Es enthält auch alte Namen sowie Namen von Flüssen und Bergen.

## Moderne Ausgaben
- Zhongguo gujin diming da cidian. Shanghai : Shanghai cishu, 2005. 3 Bde.; ISBN 7-532-61743-2 (3 vols-set)